# رامیل قاسمف
رامیل قاسمف (ترکی آذربایجانی: Ramil Qasımov؛ زادهٔ ۱۳ august ۱۹۸۱ (۴۳ سال)) جودوکار پارالمپیک اهل جمهوری آذربایجان است.

## زندگی
رامیل قاسمف در ۱۳ ماه اوت سال ۱۹۸۱ در شهر گنجه به دنیا آمد. وی در وزن تا ۷۳ کیلوگرم و در نابینایان گروه بی- ۲ یک بار در سال ۲۰۱۴ به قهرمانی جهان و دو مرتبه در سال‌های ۲۰۱۳ و ۲۰۱۵ به مقام اول مسابقات جهانی جودوی نابینا و کم بینای اروپا دست پیدا کرد. در مسابقات یونیورسیاد تابستانی ۲۰۱۷ در بانکوک هم برنده مدال طلا شد.
رامیل قاسمف در سال ۲۰۰۸ در بازی‌های المپیک تابستانی ۲۰۰۸ در کشور چین حضور پیدا کرد. سپس جمهوری آذربایجان را در بازی‌های پارالمپیک تابستانی ۲۰۱۶ در ریو دو ژانیرو، کشور برزیل، نمایندگی کرد که مدال طلا را ازآن خود نمود.

## جوایز
به دستور الهام علی‌اف، رئیس‌جمهور آذربایجان، به تاریخ ۲۱ سپتامبر سال ۲۰۱۶، از رامیل قاسمف در پاس دست‌آوردهایش دربازی‌های پارالمپیک تابستانی ۲۰۱۶ و خدمتاش به پیشرفت ورزش آذربایجان با اهدای نشان شهرت تقدیر شد.